# El productor
El productor és una pel·lícula documental espanyola del 2007 dirigida per Fernando Méndez-Leite Serrano i que retrata al productor espanyol Elías Querejeta fent un resum dels darrers cinquanta anys del cinema d'Espanya amb testimonis dels directors que van treballar amb ell. Víctor Erice fou l'únic que declinà aparèixer. Fou projectada al Festival Internacional de Cinema de Sant Sebastià 2006.

## Argument
Qui és Elías Querejeta ? Un conspirador? Un home amb idees pròpies obstinat a fer-les realitat? El major burlador de la censura franquista? Algú obstinat a canviar el món posant-li un mirall davant? Un intrigant? El nom propi més important de la història del cinema espanyol?... Aventurer, insubornable, indomable, lliure i fidel a si mateix, per a alguns és el prototip de productor, culpable que existeixin moltes excel·lents pel·lícules, descobridor de directors com Erice, Saura, Chávarri, Manuel Gutiérrez Aragón, Montxo Armendáriz, Ricardo Franco, Martínez Lázaro, Gracia Querejeta, Fernando León... Per a altres, el causant d'algunes de les controvèrsies més apassionades del cinema espanyol, perseguit per la polèmica i acusat d'intervenir en la tasca dels directors.

## Nominacions
Fou nominada al millor documental Medalles del Cercle d'Escriptors Cinematogràfics de 2007 i al Goya a la millor pel·lícula documental.